# Károly Grósz
Károly Grósz (ur. 1 sierpnia 1930 w Miszkolcu, zm. 7 stycznia 1996 w Gödöllő) – węgierski działacz komunistyczny.
W 1945 wstąpił do Komunistycznej Partii Węgier. W 1985 został członkiem biura politycznego Węgierskiej Socjalistycznej Partii Robotniczej. W latach 1987–1988 pełnił funkcję premiera Węgier. Od 1988 do 1989 zajmował stanowisko sekretarza generalnego KC MSZMP. W 1989 opowiedział się przeciw przekształceniu Węgierskiej Socjalistycznej Partii Robotniczej w Węgierską Partię Socjalistyczną i znalazł się w gronie działaczy zakładających nową partię (do 1993 działającą pod dawną nazwą).